# مارک هیزه
مارک هیزه (انگلیسی: Mark Heese؛ زادهٔ august ۱۵, ۱۹۶۹ (۵۵ سال)) بازیکن والیبال، و بازیکن والیبال ساحلی اهل کانادا است.